# Tumulus de Lothéa
Le tumulus de Lothéa est une tombe située dans la forêt de Carnoët sur la commune de Quimperlé, dans le département français du Finistère, en Bretagne. Daté d'une période comprise entre le Néolithique final et l'Âge du bronze, il renfermait un mobilier funéraire exceptionnel composé principalement d'objets métalliques (armes et d'éléments de parure).

## Historique
Selon René-François Le Men, la fouille du tumulus est entreprise le 14 août 1843 par Sylvain Peyron, adjudicataire d'une coupe de bois en forêt de Carnoët, sous la surveillance d'Arthur Boutarel, inspecteur des forêts de Lorient ; selon Boutarel, elle relèverait uniquement de sa propre initiative. La relation de cette fouille figure dans la correspondance et les rapports rédigés par Boutarel entre août 1843 et mai 1845. En septembre 1844, William Collings Lukis visite le site et en réalise plusieurs croquis mais l'inventaire du mobilier archéologique découvert qu'il en dresse est erroné. En 1845, la découverte du site est brièvement mentionnée par Fréminville dans son guide touristique, et en 1868 Le Men en publie une relation beaucoup plus complète d'après les souvenirs de divers témoins ayant assisté à cette fouille, d'où il ressort quelques divergences avec le rapport de Boutarel. La technique mise en œuvre (fouille en tranchées), le soutien de l'État, la richesse du mobilier découvert, rapidement déposé dans les collections nationales, confèrent d'emblée un statut exceptionnel à cette fouille et entraînent une forte publicité en France et en Grande-Bretagne. Le rapport de fouille adressé à la Commission des Monuments historiques, alors présidée par Prosper Mérimée, conduira celle-ci à financer la fouille d'un second tumulus par Boutarel, le tumulus de Kervoalen, lui-aussi situé en forêt de Carnoët.
La description de Le Men sera ultérieurement reprise par de nombreux auteurs (Micault en 1881, Paul du Châtellier en 1889) et le tumulus fait l'objet de nouveaux plans (Sailly en 1884), de nouvelles études, dont celle du mobilier, tout au long du XXe siècle (Jacques Briard et Jean L'Helgouach en 1957, Briard et Jean-Pierre Mohen en 1974).

## Description
Le tumulus a été élevé sur le sommet d'une colline, à 58 m d'altitude, dominant un méandre de la Laïta. Les deux tranchées de 3 à 4 m de largeur effectuées lors de la fouille de 1843, qui se croisent et s'élargissent au centre du tumulus, sont encore visibles. Le tumulus devait mesurer à l'origine environ 26 m de diamètre pour une hauteur de 4 m. En l'état actuel, le tumulus s'est élargi par les déblais des fouilles et il mesure 52 m dans son diamètre nord-ouest/sud-est pour une hauteur maximum de 2,85 m.
Il renferme un caveau en forme de coffre, constitué de neuf dalles en orthogneiss d'origine locale, dressées sur chant et délimitant un espace de 2,50 m de long sur 2 m de large et 1,45 m de hauteur. Le coffre était fermé par une unique dalle de couverture de 2,20 m de long sur 1,80 m de large et 0,45 m d'épaisseur, qui fut brisée lors de la fouille de 1843, et dont il ne reste sur place qu'un seul morceau. L'ensemble était recouvert d'un cairn sur environ 1,70 m de hauteur et 8 m de diamètre constitué de petits blocs de pierre (15 à 20 cm de long), et d'une couche de terre jaune argilo-limoneuse.

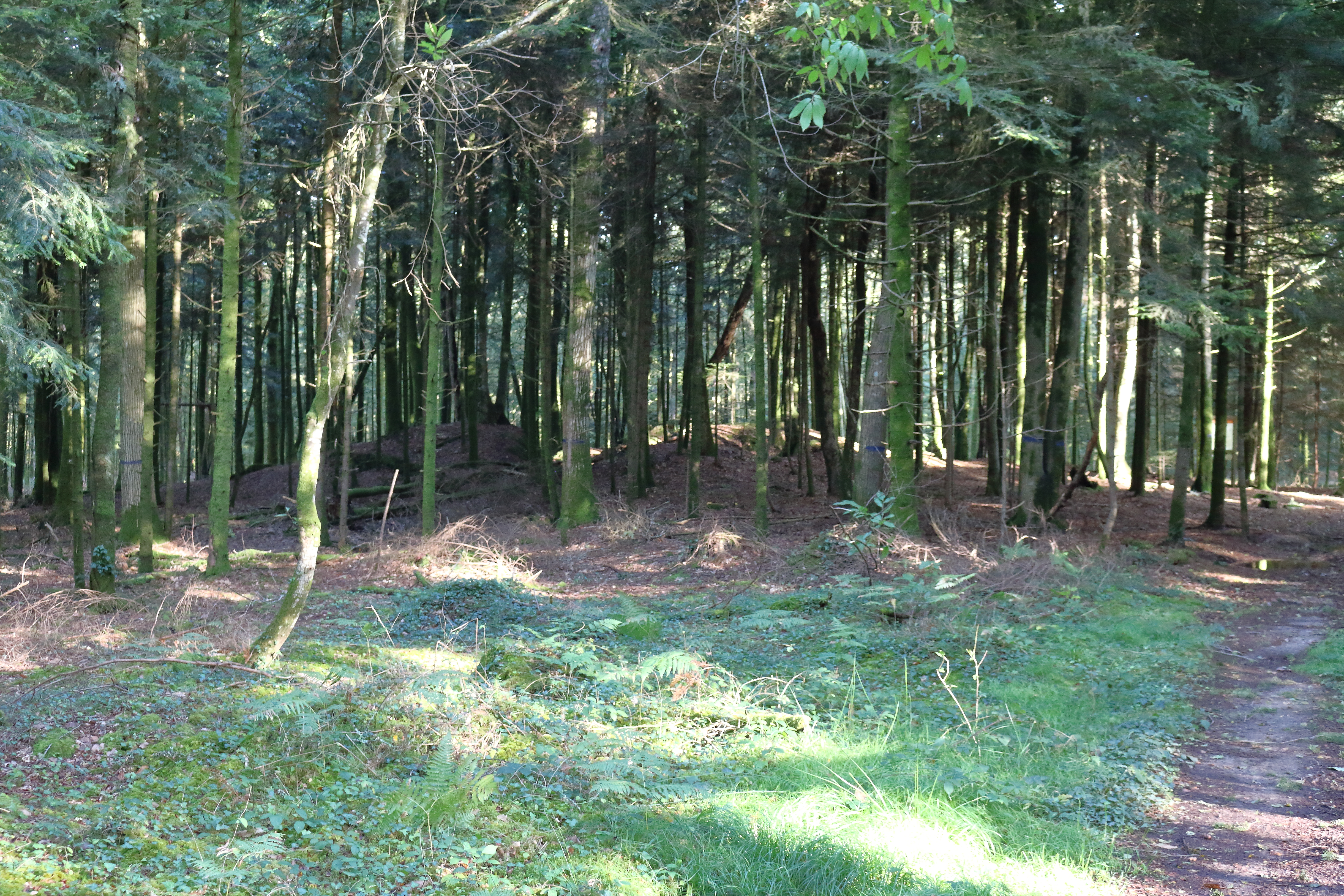
Vue d'ensemble du tumulus de Lothéa.
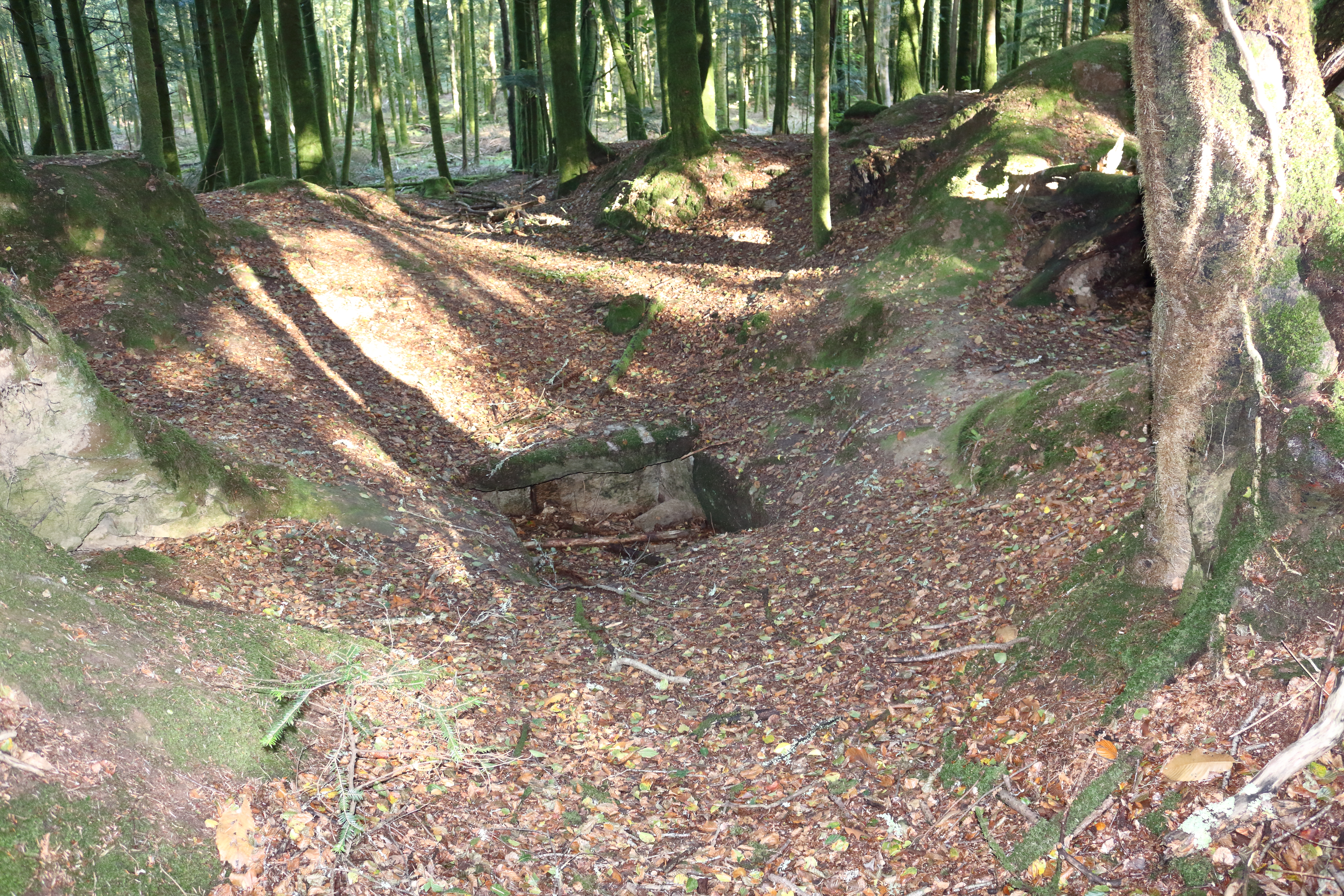
Vue d'ensemble de l'intérieur du tumulus de Lothéa.
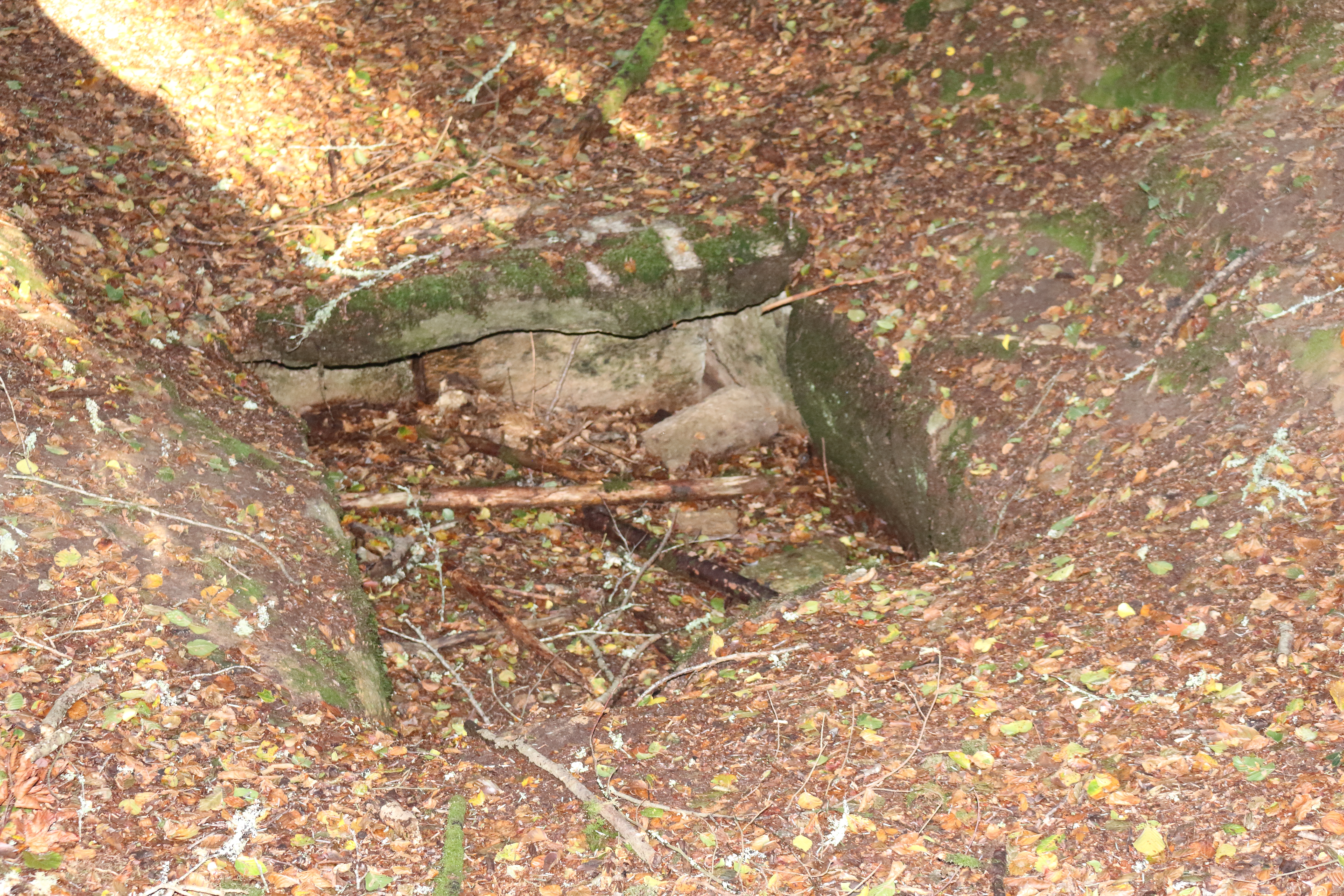
Vue de la chambre funéraire du tumulus de Lothéa.

## Mobilier archéologique
Dès février 1844, le mobilier découvert est remis au duc de Nemours, qui le dépose dans les collections du musée de Cluny, où il demeurera jusqu'en 1887, avant son transfert au musée des Antiquités Nationales, à l'exception d'une chaîne en or, demeurée au musée de Cluny, et des pointes de flèches qui furent perdues entretemps. Dans son rapport envoyé à la Commission des Monuments historiques, Boutarel dresse une liste du mobilier archéologique qu'il a découvert, liste qui diffère partiellement de celle donnée par Le Men. Un dénommé Le Doze aurait ainsi profité, lors de la fouille, d'un moment d'inattention de Boutarel pour subtiliser une hache en bronze en la cachant dans ses bottes. En 1881, Micault décrit aussi des objets provenant du tumulus qui n'avaient jusqu'ici jamais été mentionnés.
Selon Le Men, une rangée de cinq à six dallettes plates divisait l'intérieur du caveau en deux parties égales, mais cette disposition ne figure ni sur le plan de Lukis, ni sur celui de Sailly. Le mobilier archéologique fut découvert rangé de part et d'autre de cette séparation. Il est composé essentiellement d'objets métalliques (armes et d'éléments de parure) :
| Éléments de parure | Armes                                                                                          | Objet lithique                                                                                     | Indéterminé                                                |
| --- | ---------------------------------------------------------------------------------------------- | -------------------------------------------------------------------------------------------------- | ---------------------------------------------------------- |
| - chaîne en or composée de 6 grands anneaux - chaîne en argent fortement oxydée composée de trois anneaux - brassard d'archer en porphyre rouge - hachette-pendeloque en jaspe vert | - 3 lames d'épée en cuivre arsénié - petit poignard en cuivre arsénié - talon d'arme en bronze | - galet en quartzite en forme de fève qualifié de « casse-tête » - 7 flèches barbelées à pédoncule | - 2 fragments de métal oxydé - 1 petite baguette en cuivre |

Ce mobilier est attribuable à une période comprise entre le Néolithique final (culture campaniforme) et l'Âge du bronze ancien. Il traduit l'existence d'échanges le long de la façade atlantique (chaînes en or et argent similaires trouvées dans la péninsule Ibérique) et avec l'Europe continentale (jaspe du mont Viso en Italie).
Quelques objets métalliques (hache à ailerons, bracelet et chaîne en bronze), conservés au musée de Bretagne, et une pointe de flèche, conservée au musée de la Préhistoire finistérienne, ont été momentanément attribués au tumulus de Lothéa, mais signalés plus d'une quarantaine d'années après leur supposée découverte, ne figurant pas dans le rapport de Boutarel et ne correspondant pas par leur style au reste du mobilier, il semble qu'il s'agisse d'erreurs d'inventaire ultérieures.